# Sarai Mir
Sarai Mir is een nagar panchayat (plaats) in het district Azamgarh van de Indiase staat Uttar Pradesh. 

## Demografie
Volgens de Indiase volkstelling van 2001 wonen er 15.526 mensen in Sarai Mir, waarvan 51% mannelijk en 49% vrouwelijk is. De plaats heeft een alfabetiseringsgraad van 58%. 